# Godefroid II de Louvain
Pour les articles homonymes, voir Godefroid.
Godefroid II de Louvain, né vers 1100, mort le 13 juin 1142, est comte de Louvain, landgrave de Brabant, marquis d'Anvers et duc de Basse-Lotharingie (Godefroid VI) de 1140 à 1142. Il est le fils de Godefroid Ier de Louvain, comte de Louvain, de Bruxelles, landgrave de Brabant, marquis d'Anvers et duc de Basse-Lotharingie, et d'Ide de Chiny.

## Biographie
Son père l'associe en 1136 et il porte le titre ducal à partir de cette date, dignité qui est confirmée par l'empereur Conrad III, dont il a épousé la belle-sœur.
Son père obtient pendant plusieurs années le duché de Basse-Lotharingie, mais celle-ci lui a été retirée au profit de Waléran de Limbourg. Son père et Waléran meurent à quelques mois d'intervalle. L'empereur donne la Basse-Lotharingie à Godefroid, mais le fils de Waléran, Henri II de Limbourg, revendique le duché. Godefroid réagit vigoureusement et défait très rapidement le comte de Limbourg. 
Il meurt deux ans plus tard d'une maladie du foie. Il est inhumé dans l'église Saint-Pierre de Louvain.

## Mariage et enfants
Il épouse vers 1139 Luitgarde de Sulzbach (1109 † après 1163), fille de Bérenger II († ca. 1125), comte palatin de Sulzbach et seigneur de Bamberg, et d'Adélaïde de Wolfratshausen. Ils eurent :
- Godefroid III de Louvain (1140 † 1190), comte de Louvain, landgrave de Brabant, marquis d'Anvers et duc de Basse-Lotharingie.

Devenue veuve, Luitgarde épouse le comte Hugues II de Metz. Elle est la sœur de Gertrude, épouse de l'empereur Conrad III.